# Fürst
Fürst (tạm dịch là vương hầu, thân vương; dạng nữ: Fürstin, số nhiều Fürsten) là những bậc tước vị  cao nhất trong đẳng cấp quý tộc ở Đức. Trong thời kỳ của đế quốc La Mã Thần thánh, Fürst thường là những lãnh chúa cai trị các lãnh địa có chủ quyền, có địa vị chỉ dưới Hoàng đế (Kaiser). Trong thời Hậu trung cổ, hầu hết các quý tộc mang tước hiệu Herzog (tương đương Công tước), Landgraf, Markgraf và Pfalzgraf (tương dương Hầu tước) đều thuộc về đẳng cấp Fürst. Trong số các quý tộc Fürst, Tuyển đế hầu (tiếng Đức: Kurfürst) là bậc cao quý nhất, giữ đặc quyền bầu cử hoàng đế La Mã Thần thánh.
Các lãnh thổ do các Fürst cai trị được gọi là Fürstentum (vương địa), gia tộc của họ gọi là Fürstenhaus (vương tộc).
Các hậu duệ không trị vì của Fürst, được gọi với danh xưng Prinz (thân vương tử) hoặc Prinzessin (thân vương nữ) trong tiếng Đức.